# Birkebarkbrev
Et birkebarksbrev er et dokument skrevet på bark fra birketræer. Denne type af dokumenter er blevet lavet i flere kulturer, således er buddhistiske tekster skrevne på birkebark og opbevarede i lerkar.
Den 26. juli 1951 opdagedes for første gang russiske birkebarksbreve under udgravninger i Novgorod ledede af Artemij Artsichovskij. Fundet dateredes til omkring år 1400. Siden da har man fundet henved 1.000 dokumenter i blandt andre Staraja Russa, Smolensk, Torzjok, Pskov, Tver, Moskva samt Rjazan. De fleste fund har dog gjort i Novgorod.
I Ukraine er fund af birkebarksbreve gjort i Zvenigorod i Volhynien. I Hviderusland er et større antal fund gjort i Vitebsk og Mstislavl.
At man ikke indtil nyere tid har opdaget denne type af dokumenter, samt den kendsgerning, at dokumenterne er velbevarede, forklares ved, at de har ligget begravne i et dybt kulturlag (i Novgorod er laget otte meter dybt) dækket med ler med højt vandindhold, hvilket har forhindret påvirkning af syre i jorden. Udgravninger i stor skala med det formål at finde sådanne dokumenter indledtes så sent som i 1932 i Novgorod, selv om forsøg på udgravninger gjordes allerede i 1800-tallet.
Selv om birkebarksbreve er omtalte i gamle østslaviske manuskripter, ledte selve opdagelsen af dokumenterne (russisk: берестяна́я гра́мота) til, at kendskabet til østslavisk kultur og sprogbrug væsentligt udvidedes. Man har tillige fundet omkring et hundrede skriveredskaber især af jern men tillige af ben eller bronze.
De russiske forskere Valentin Janin og Andrej Zaliznjak mener, at dokumenterne normalt er almindelige breve skrevne af personer, som talte en gammel Novgorod-dialekt. Brevene er dels personlige, dels forretningsbreve. Visse breve indeholder stødende udtryk. Meget få dokumenter er skrevne på oldkirkeslavisk og kun et enkelt på oldnordisk.
Dokument nummer 292, fundet i 1957 ved udgravningerne i Novgorod, er det ældste kendte dokument, som er skrevet på finsk. Det er dateret til begyndelsen af 1200-tallet. Sproget antages at være en oldform af karelsk.